# تایو
تایو (به ایتالیایی: Taio) یک کومونه در ایتالیا است که در ترنتینو واقع شده‌است.

## خصوصیات
تایو ۱۱٫۳ کیلومترمربع مساحت و ۲٬۶۹۴ نفر جمعیت دارد.

## خواهرخوانده
شهر Heroldsberg خواهرخواندهٔ تایو هست.